# فاکس پارک (وایومینگ)
فاکس پارک(به انگلیسی: Fox Park) شهری در ایالت وایومینگ کشور ایالات متحده آمریکا است که جمعیت آن در سرشماری سال ۲۰۱۰ میلادی، ۲۲ نفر بوده‌است.